# بابكو انرجيز
بابكو انرجيز (بالإنجليزية: Bapco Energies)‏ وكانت تعرف سابقاً باسم الشركة القابضة للنفط والغاز وهي شركة حكومية بحرينية تأسست عام 2007 لإدارة أصول الحكومة في صناعة النفط والغاز، ويرأس مجلس اداراتها الشيخ ناصر بن حمد آل خليفة.

## أهداف الشركة
هي ذراع الاستثمار والتطوير في مجال الطاقة في مملكة البحرين. تهدف الشركة إلى دفع عجلة تطوير الطاقة وتسليمها في البحرين من خلال إدارة وتطوير محفظة فاعلة وناجحة. تلعب الشركة دورًا أساسيًا في تلبية الطلب المتزايد باستمرار على الطاقة في المملكة ودعم النمو الاقتصادي بما يتماشى مع رؤية البحرين الاقتصادية 2030.

## التقرير المالي
وفي 2022 حققت اعلى أيرادات بتاريخها حيث تخطت الإيرادات 4.1 مليار دينار (11 مليار دولار) والأرباح تخطت 395 مليون دينار (1.1 مليار دولار) والدخل الشامل للشركة تخطى 673 مليون دينار (1.7 مليار دولار) 
وتعد شركة بابكو انرجيز أكبر سابع شركة عربية في مجال الطاقة والثالثة وعشرون عربياً في ترتيب الشركات جميعها في قائمة فورتشن 500 العربية 2023.

## تغيير الهوية
في 29 مايو 2023 الشركة القابضة للنفط والغاز تدشن هويتها الجديدة تحت مسمى «بابكو انرجيز» وخلال الحفل، أعلن سمو الشيخ ناصر بن حمد آل خليفة عن إطلاق مشروع تحول الطاقة في مملكة البحرين، والمتمثلة في «بابكو انرجيز»، تحت شعار «طاقة لأجيال قادمة»، وتأتي هذه الرؤية لتشكل فصلاً جديداً في تاريخ قطاع النفط والغاز في مملكة البحرين، تماشياً مع رؤية الملك حمد بن عيسى آل خليفة ملك البلاد ،
وقال سموه: «من خلال «بابكو انرجيز» ستنتقل الشركة من كونها شركة قابضة تقليدية تركز على النفط والغاز إلى شركة طاقة مبتكرة وتقدمية وطموحة تدعم أمن مستقبل الطاقة، مع التركيز على الطاقة المتجددة نحو خلق مزيد من الفرص الاستثمارية الجديدة، وتعزيز الابتكار في التمويل وبناء شراكات مع رواد التكنولوجيا بما يدعم الاقتصاد الوطني». وتطلعات الأمير سلمان بن حمد آل خليفة ولي العهد رئيس مجلس الوزراء لهذا القطاع الحيوي.
الجدير بالذكر أن «بابكو انرجيز» تضم تحت مظلتها مجموعة من الشركات التشغيلية في قطاع النفط والغاز بما في ذلك شركة نفط البحرين (بابكو)، وشركة غاز البحرين الوطنية (بناغاز)، وشركة توسعة غاز البحرين الوطنية (توسعة)، وشركة البحرين لتزويد وقود الطائرات (بافكو)، وشركة تطوير للبترول، وشركة بابكو للتزويد، حيث سيتم دمج الشركات القائمة الى سبع شركات متكاملة خلال الثلاث الأعوام المقبلة.

## المسح الزلزالي ثلاثي الأبعاد في البحر
في أكتوبر 2023 قال الرئيس التنفيذي للشركة السيد مارك توماس أن لدى الشركة برنامج ومهم ينطلق هذا العام ويتعلق بالمسح الزلزالي ثلاثي الأبعاد في البحر وسيكون أكبر برنامج مسح زلزالي تطبقه مملكة البحرين طوال تاريخها ويغطي مايقرب الى 5000 كيلومتر مربع وسينطلق في نهاية 2023.

## المحفظة الاستثمارية

### «بابكو للتكرير»:
تملك شركة بابكو للتكرير أحد أعلى إمكانات التكرير جودة في الشرق الأوسط، بما في ذلك برنامج تحديث مصفاة بابكو (BMP) إذ يعد هذا المشروع أحد أكبر استثمارات قطاع الطاقة في تاريخ مملكة البحرين.
- تم تغيير اسم الشركة بعد تدشيين الهوية الجديدة من بابكو الى بابكو للتكرير -

### «بابكو للاستكشاف والانتاج»:
شركة بابكو للاستكشاف والإنتاج هي المسؤولة عن الإشراف على حقل البحرين وتنفيذ جميع عمليات الاستكشاف والإنتاج في جميع أنحاء مملكة البحرين. إذ تركز الشركة على الاستكشاف، تطوير الحقل، وإنتاج وتوزيع النفط.
- تم تغيير اسم الشركة بعد تدشيين الهوية الجديدة من تطوير للبترول الى بابكو للاستكشاف والانتاج -

### «بابكو للغاز»:
تعمل شركة بابكو للغاز على معالجة وتخزين وتوزيع البروبان والبيوتان والنفثا من حقل البحرين إلى جانب معالجة الغاز الناتج من مصفاة بابكو.
- تم تغيير اسم الشركة بعد تدشيين الهوية الجديدة من بناغاز الى بابكو للغاز -

### «شركة توسعة غاز بابكو»:
تعمل شركة توسعة غاز بابكو على تعزيز إنتاج النفط من حقل البحرين ومعالجة الغاز إلى جانب استخراج منتجات البروبان والبيوتان والنفتا وتزويد الصناعات المحلية بالغاز الفائض.
- تم تغيير اسم الشركة بعد تدشيين الهوية الجديدة من توسعة الى شركة التوسعة غاز بابكو -

### «بابكو لتزويد وقود الطائرات»:
تتولى شركة بابكو لتزويد وقود الطائرات جميع عمليات إعادة التزود بالوقود في مطار البحرين الدولي.
- تم تغيير اسم الشركة بعد تدشيين الهوية الجديدة من توسعة الى شركة بافكو الى بابكو لتزويد وقود الطائرات -

### «بابكو لمزج الجازولين»:
تقوم شركة بابكو لمزج البنزين بمعالجة وتوريد البنزين لتلبية الطلب في البحرين وإمداداتنا لأسواق الاستيراد والتصدير.
- تم تغيير اسم الشركة بعد تدشيين الهوية الجديدة من BGB الى بابكو لمزج الجازولين -

### «بابكو لزيوت التشحيم الاساسية»:
تنتج شركة بابكو لزيوت التشحيم الأساسية مؤشر لزوجة مرتفع جداً (VHVI) وزيوت أساسية من المجموعة الثالثة، بما في ذلك العلامة التجارية للزيوت الأساسية BAPbase®.
- تم تغيير اسم الشركة بعد تدشيين الهوية الجديدة من شركة البحرين لزيت الاساس للتشحيم الى بابكو لزيوت التشحيم الاساسية -

### «بحرين LNG»:
تشتمل محطة البحرين للغاز الطبيعي المسال على منشأة لاستلام الغاز الطبيعي المسال وتخزينه وإعادة تحويله إلى غاز. تشمل محطة أخرى لتكييف الغاز  تقع قبالة شاطئ الحد، مع محطة لتكييف الغاز وإرساله على جسر ميناء خليفة بن سلمان.

### «شركة مطار البحرين لوقود الطائرات»:
تدير شركة مطار البحرين لوقود الطائرات شبكة البنية التحتية لتزويد الوقود في مطار البحرين الدولي.

### «شركة الخليج لصناعة البتروكيماويات (جيبك)»:
شركة الخليج لصناعة البتروكيماويات (جيبك) هي مشروع مشترك مملوك بالتساوي بين كل من بابكو انرجيز وشركة سابك لاستثمارات المغذيات الزراعية وشركة صناعة الكيماويات البترولية. تستخدم جيبك الغاز الطبيعي المتاح في مملكة البحرين كمادة لقيم لإنتاج المواد التالية: الأمونيا، واليوريا، والميثانول.

### «الشركة العربية لبناء وإصلاح السفن (أسري)»:
الشركة العربية لبناء وإصلاح السفن (أسري) هي الشركة الرائدة في مجال إصلاح السفن والحفارات البحرية واعمال التصنيع والهندسة في منطقة الخليج العربي.